# Aaron Lennon
Aaron Justin Lennon (født 16. april 1987 i Chapeltown, Leeds) er en engelsk fodboldspiller. 
Han har tidligere spillet hos blandt andet Tottenham og Everton.
Lennon har (pr. juli 2021) spillet 21 kampe for Englands landshold.